# 海菲爾德鎮區 (明尼蘇達州道奇縣)
海菲爾德鎮區（英語：Hayfield Township）是位於美國明尼蘇達州道奇縣的一個行政鎮區。

## 地方資料
海菲爾德鎮區的面積為94.72平方千米，當中陸地面積為94.69平方千米，而水域面積為0.03平方千米。根據2020年美國人口普查的數據，當地共有人口483人，而人口密度為每平方千米5.1人。